# ایستگاه شونبرگ برلین
ایستگاه شونبرگ برلین (آلمانی: Berlin-Schöneberg) یک ایستگاه قطار در منطقه شونبرگ در برلین، آلمان است. این ایستگاه دو طبقه است که در یک طبقه خط اس۱ و در طبقه دیگر خطوط رینگ‌بان برلین از قطار شهری برلین‌ حرکت می‌کنند.